# Botanophila platysurstyla
Botanophila platysurstyla este o specie de muște din genul Botanophila, familia Anthomyiidae, descrisă de Xue și Song în anul 2007. Conform Catalogue of Life specia Botanophila platysurstyla nu are subspecii cunoscute.